# 洛伦佐·米诺蒂
洛伦佐·米诺蒂（義大利語：Lorenzo Minotti，1967年2月8日—），意大利男子足球运动员，场上位置是后卫。他曾代表意大利国家队参加1994年国际足联世界杯，结果获得亚军。